# Dorfkirche Kraatz (Nordwestuckermark)

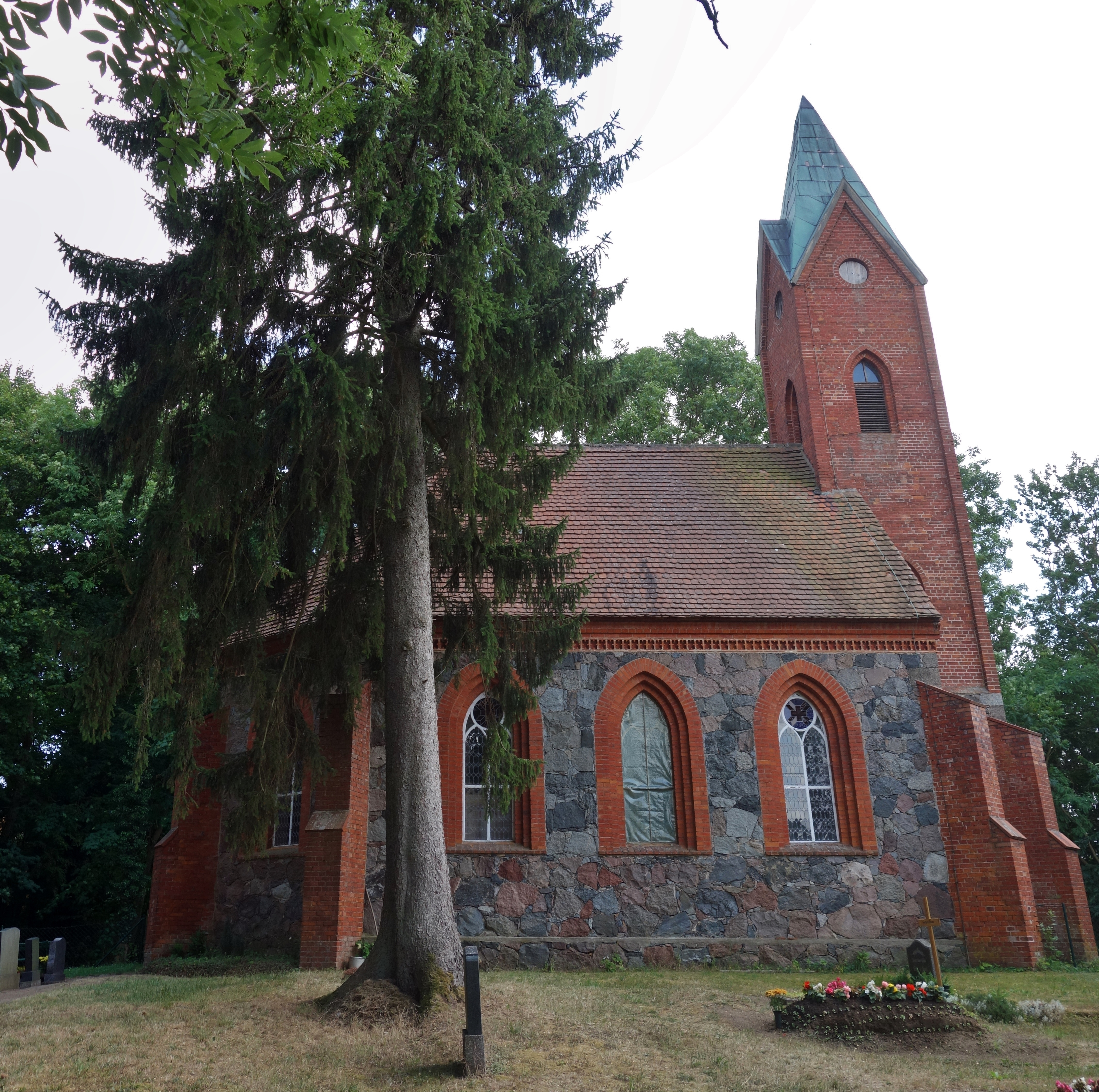
Dorfkirche Kraatz in Nordwestuckermark

Die evangelische, denkmalgeschützte Dorfkirche Kraatz steht in Kraatz, einem Ortsteil der Gemeinde Nordwestuckermark im Landkreis Uckermark von Brandenburg. Die Kirche gehört zum Kirchenkreis Uckermark der Evangelischen Kirche Berlin-Brandenburg-schlesische Oberlausitz.

## Beschreibung
Die neugotische Saalkirche wurde 1854 gebaut. Die von Strebepfeilern aus Backsteinen gestützten Wände des Langhauses mit dreiseitigem Schluss im Osten und das Erdgeschoss des Kirchturms im Westen bestehen aus Feldsteinen. Aus Backsteinen sind die oberen Geschosse des Kirchturms und die gestuften Gewände der Fenster. Der Kirchturm ist mit einem kupfergedeckten Spitzhelm bedeckt.
Der Innenraum des Langhauses ist mit einer Holzbalkendecke überspannt. Die Kirchenausstattung stammt aus der Bauzeit. Nur die acht Statuetten von Aposteln auf der Brüstung des polygonalen Korbes der Kanzel gehörten ursprünglich zu einem spätgotischen Flügelaltar.